# Zbór Kościoła Zielonoświątkowego „Kościół w Drodze” w Żywcu
Zbór Kościoła Zielonoświątkowego „Kościół w Drodze” w Żywcu – ewangeliczna wspólnota chrześcijańska, należąca do Kościoła Zielonoświątkowego w RP, mająca siedzibę w Żywcu, w dzielnicy Zabłocie.
Kaplica zboru znajduje się przy ul. Wesołej 1. Nabożeństwa odbywają się w niedziele o godz. 10:00, natomiast spotkania modlitewne - w środy o godz. 18:30.